# 深夜の音楽会
『深夜の音楽会』（しんやのおんがくかい）は、日本テレビで1996年4月7日から2007年3月14日まで放送していた音楽番組。コンサートを中心に公開収録したものを放送していた。2002年4月10日から以来の30分から1時間番組となった。
2008年10月から放送された『読響Symphonic Live〜深夜の音楽会』にタイトルが引き継がれている。

## 司会者
- 茂森あゆみ
- 奥田佳道
- 山下美穂子（日本テレビアナウンサー）
- 河本香織（日本テレビアナウンサー）
- 町亞聖（当時日本テレビアナウンサー）